# Viviré (canción)
"Viviré" es una canción interpretada por el cantautor y músico dominicano Juan Luis Guerra y su banda 4.40, incluida en su séptimo álbum de estudio Fogaraté (1994), lanzado como el segundo sencillo de dicho álbum el 12 de septiembre de 1994 por la empresa discográfica Karen Records. Es una adaptación en español de "Vivi" del músico congoleño Papa Wemba con Guerra escribiendo la canción en español. Se convirtió en su primera canción en alcanzar el número uno en la lista Billboard Latin Pop Airplay en 1994.  En los Latin Billboard Music Awards de 1995, "Viviré" ganó el premio a la canción tropical/salsa del año.  Fue reconocida como una de las canciones latinas con mejor interpretación del año en los premios BMI Latin Awards de 1996.  El video musical de la canción fue dirigido por Gustavo Garzón y recibió una nominación a Video del Año en los Premios Lo Nuestro de 1995. En la reseña del álbum para el Miami Herald, Fernando González calificó la canción como "la mejor de todas". Un escritor de Music & Media describió la pista como un son cubano.

## Lista de canciones
1. "Vivire" - 4:00
2. "Canto de Hacha"

## Listas
| Listas (1994)                    | Máxima posición |
| -------------------------------- | --------------- |
| U.S. Billboard Hot Latin Tracks  | 5               |
| U.S. Billboard Latin Pop Airplay | 1               |

### Sucesión en las listas
| Predecesor: El día que me quieras de Luis Miguel | U.S. Billboard Latin Pop Airplay — Sencillo N°. 1 5 de noviembre de 1994 - 11 de noviembre de 1994 | Sucesor: Quiero que me hagas el amor de Ednita Nazario |